# Liste der Mitglieder der American Academy of Arts and Sciences/1912
Im Jahr 1912 wählte die American Academy of Arts and Sciences 45 Personen zu ihren Mitgliedern.

## Neu gewählte Mitglieder
- George Russell Agassiz (1862–1951)
- Svante August Arrhenius (1859–1927)
- Simeon Eben Baldwin (1840–1927)
- Louis Agricola Bauer (1865–1932)
- William Herbert Bixby (1849–1928)
- Franz Boas (1858–1942)
- Percy Williams Bridgman (1882–1961)
- Ernest William Brown (1866–1938)
- Henry Leland Chapman (1845–1913)
- George Henry Chase (1874–1952)
- Russell Henry Chittenden (1856–1943)
- Daniel Frost Comstock (1883–1970)
- William Healey Dall (1845–1927)
- Arthur Louis Day (1869–1960)
- Frederic Dodge (1847–1927)
- Wilberforce Eames (1855–1937)
- Alexander William Evans (1868–1959)
- Irving Fisher (1867–1947)
- Desmond Fitzgerald (1846–1926)
- George Washington Goethals (1858–1928)
- Lawrence Joseph Henderson (1878–1942)
- Henry Lee Higginson (1834–1919)
- Mark Antony DeWolfe Howe (1864–1960)
- Elliott Proctor Joslin (1869–1962)
- Jean Adrien Antoine Jules Jusserand (1855–1932)
- Alfred Louis Kroeber (1876–1960)
- Waldemar Lindgren (1860–1939)
- Hendrik Antoon Lorentz (1853–1928)
- Lionel Simeon Marks (1871–1955)
- Samuel Parsons Mulliken (1864–1934)
- Hanns Oertel (1868–1952)
- George Herbert Palmer (1842–1933)
- Robert Swain Peabody (1845–1917)
- Charles Pickering Putnam (1844–1914)
- Augusto Righi (1850–1920)
- Elihu Root (1845–1937)
- Arthur Prentice Rugg (1862–1938)
- William Berryman Scott (1858–1947)
- John Eliot Thayer (1862–1933)
- Maurice deKay Thompson (1877–1963)
- William Jewett Tucker (1839–1926)
- Williston Walker (1860–1922)
- Simeon Burt Wolbach (1880–1954)
- Frederick Shenstone Woods (1864–1950)
- James Homer Wright (1869–1928)